# Diuris brevissima
Diuris brevissima là một loài thực vật có hoa trong họ Lan. Loài này được Fitzg. ex Nicholls mô tả khoa học đầu tiên năm 1942.